# 栗原勝
栗原 勝（くりはら まさる、1924年（大正13年）10月3日 – 2013年（平成25年）10月9日）は、三重県出身の政治家。東京工業大学卒業。浜松市長（第19-23代、5期）。全国市長会会長（第22代）。

## 経歴

### 市長就任以前

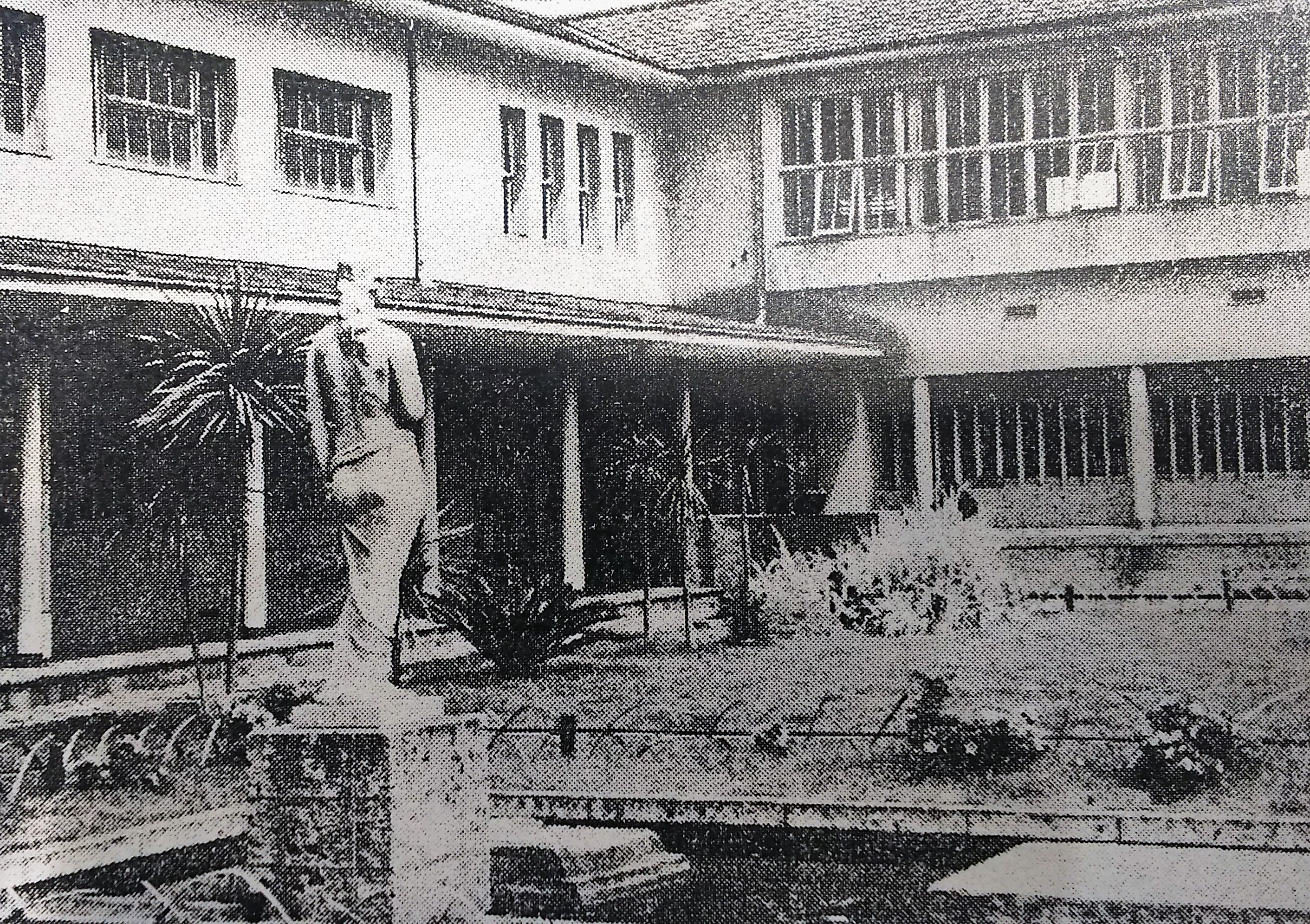
栗原が設計した浜松市立図書館

祖父は群馬県出身であるが、栗原自身は三重県出身である。祖父から3代にわたって続くキリスト教徒の家庭で育った。浜松工業専門学校（現・浜松高等工業学校）図案科を卒業した。東京工業大学（旧制）建築学科では谷口吉郎に師事し、谷口が馬籠に藤村記念館を建築した際には栗原も協力している。1947年に東京工業大学を卒業し、1948年に浜松市役所に入庁した。浜松市は初の公選市長である坂田啓造の下で浜松空襲からの復興を進めており、1950年に開館して「東海一」と謳われた浜松市立図書館を設計したのは栗原である。市役所内では企画課長、企画調整部長、財政部長、収入役を歴任した。

### 浜松市長時代

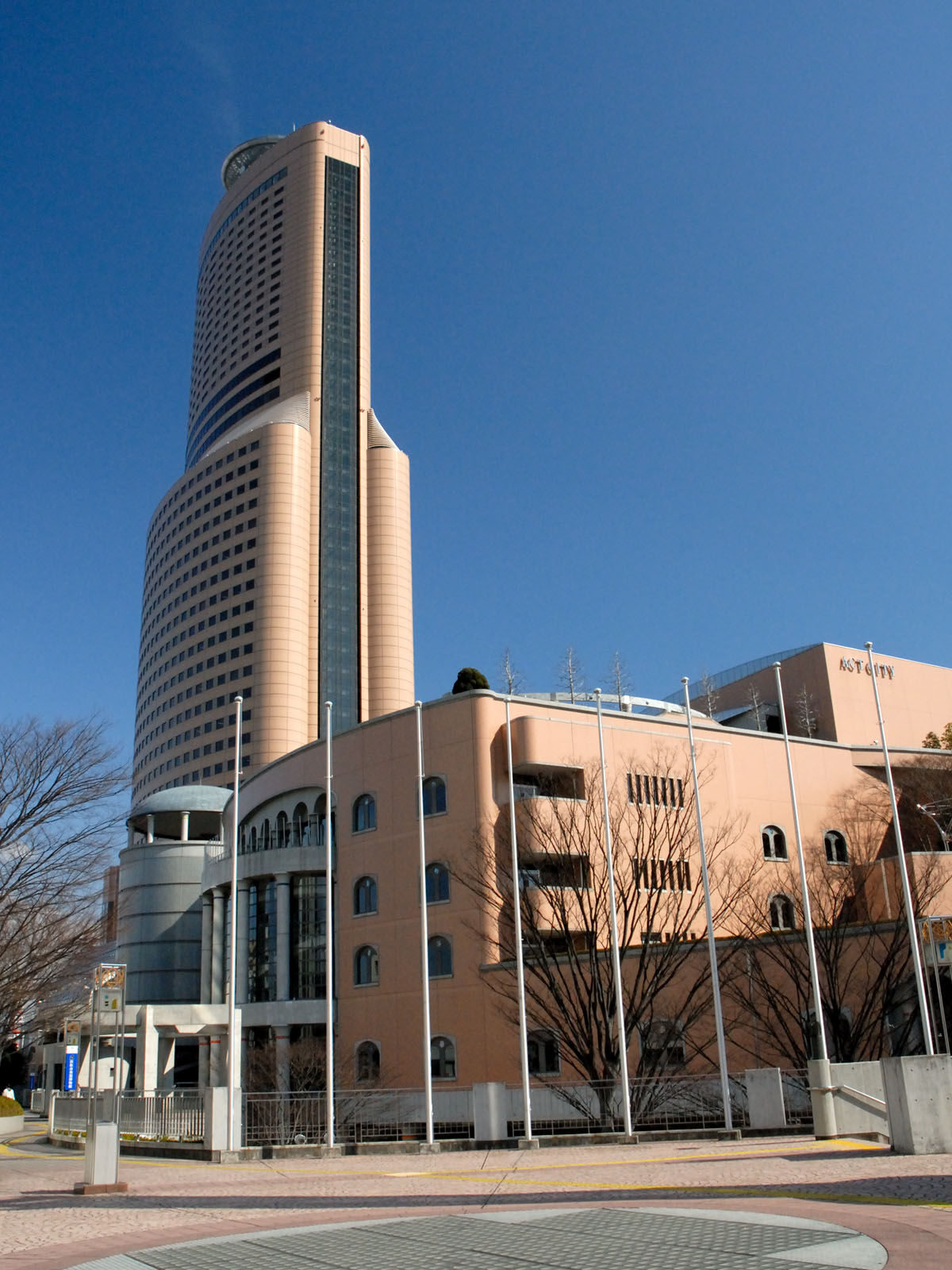
栗原の市長在任中に完成したアクトシティ浜松

1979年の浜松市長選挙に立候補して当選し、1999年まで5期20年間市長を務めた。就任時の浜松市の人口は40万人台だったが、退任時（平成の大合併前）には60万人台となっている。
戦後には各地で金太郎飴のような鉄筋コンクリートの学校建築が作られたが、建築学科出身の栗原は学校建築を重視した。1981年完成の浜松市立滝沢小学校は全国に類を見ないデザインの建物であり、内部にコミュニティーセンターやオープンスペースのグループ学習室が設置されたのも大きな特徴である。1982年完成の浜松市立都田南小学校、1984年完成の浜松市立葵西小学校や浜松市立三方原中学校、1985年完成の浜松市立東陽中学校、1987年完成の浜松市立富塚中学校なども、個性的な形状や色彩で注目を集めた。
文化的施設では、1984年に賀茂真淵記念館、1985年に浜松まつり会館、1986年に浜松科学館、1988年にクリエート浜松と浜松復興記念館と浜松文芸館、1990年に浜松アリーナとフォルテを開館させた。1982年には浜松駅前の円形バスターミナルを完成させ、1990年代前半にはアクトシティ浜松を完成させた。全国的にいち早く1981年にテクノポリス構想を推し進め、1991年に浜松工業技術センターを開所させた。浜松市長在職中には、全国市長会会長（第22代）、静岡県市長会会長なども務めた。
1999年に引退。2013年10月9日、老衰のため死去、89歳。死没日をもって従四位に叙される